# كايدي باري
كايدي باري (بالألبانية: Keidi Bare‏) (28 أغسطس 1997 بفيير في ألبانيا - ) هو لاعب كرة قدم ألباني في مركز الوسط. شارك مع منتخب ألبانيا تحت 17 سنة لكرة القدم ومنتخب ألبانيا تحت 19 سنة لكرة القدم ومنتخب ألبانيا تحت 21 سنة لكرة القدم ومنتخب ألبانيا لكرة القدم. أما مع النوادي، فقد لعب مع FK Apolonia Fier ‏.

## وصلات خارجية
- كايدي باري على موقع الاتحاد الدولي (مؤرشف)  (الإنجليزية)
- كايدي باري على موقع الاتحاد الأوربي (الإنجليزية)
- كايدي باري على موقع قاعدة بيانات كرة القدم.إي يو (الإنجليزية)
- كايدي باري على موقع ناشيونال فوتبول تيمز (الإنجليزية)
- كايدي باري على موقع Soccerway.com (الإنجليزية)
- كايدي باري على موقع عالم كرة القدم.نت (الإنجليزية)
- كايدي باري على موقع AS.com (الإسبانية)